# هيئة المطارات الفيدرالية في نيجيريا
هيئة المطارات الفدرالية في نيجيريا (بالإنجليزية: Federal Airport Authority of Nigeria - FAAN)‏ مؤسسة حكومية في نيجيريا تعنى بإدارة شئون المطارات الفدرالية وتنسيق العلاقة بين شركات الطيران والركاب في البلاد والتي لها مقر في مجمع مطار مورتالا محمد الدولي بلاغوس. تؤدي الهيئة واجبات قانونية، وفقًا لإرشادات السياسة المقدمة من الحكومة الفيدرالية لنيجيريا، من خلال وزارة الطيران الفيدرالية وتسترشد بها في جميع تعاملاتها التجارية واتفاقياتها مع المقاولين والأطراف الثالثة المختلفة التي تتعامل معها.

## تاريخ
أسست هيئة المطارات الفدرالية في نيجيريا في بموجب القرار رقم 45 لعام 1976م للإشراف على عمليات وصيانة جميع المطارات الفدرالية. وكان اسمها في البداية «هيئة مطارات نيجيريا Nigeria Airports Authority». تم تغير الاسم في 1995 بعد إعادة الهيكلة والإصلاحات الرئيسية لقطاع الطيران النيجيري من قبل الحكومة الفيدرالية. شاهدت صناعة الطيران إصلاحات كبيرة بحلول عام 2013 عندما أخضعت وزارة الطيران التي تدير هيئة المطارات الفدرالية جميع المطارات الفدرالية تحت الإصلاح الجذري الفوري لرفع قدراتها ومستواها للتنافس مع المطارات الدولية العالمية.

## وظائف
ذكر مكتب المؤسسة العامة التابعة لمكتب رئاسة نيجيريا وظائف هيئة المطارات الفدرالية في نيجيريا على النحو الوارد في الجزء الثاني من قانون هيئة المطارات الفيدرالية لنيجيريا لعام 1996 بصيغته المعدلة في عام 1999، من ضمنها:
1. تطوير وتوفير وصيانة جميع الخدمات والمرافق الضرورية في المطارات وداخل الفضاء الجوي النيجيري من أجل التشغيل الآمن والمنظم والسريع والاقتصادي للنقل الجوي.
2. توفير ظروف مناسبة يمكن بموجبها نقل الركاب والبضائع عن طريق الجو والتي بموجبها يمكن استخدام الطائرات لأغراض أخرى مربحة، ولحظر النقل الجوي للفئات التي قد تكون محظورة.
3. توفير الإقامة والتسهيلات الأخرى للتعامل الفعال مع الركاب والشحن.

## إدارة
1. النقيب رابيو هامس محمد يادود (المدير العام والرئيس التنفيذي)[4]
2. صديق عبد القادر رافنداد (مدير تطوير الأعمال التجارية)
3. المهندس علي مَينا (مدير الخدمات الهندسية)
4. السيدة نيكي أبوديرن (مديرة المالية والحسابات)

## مطارات
تشرف هيئة المطارات الفدرالية في نيجيريا حاليا على 21 مطاراً في البلاد، وهي:
1. مطار مورتالا محمد الدولي، لاغوس
2. مطار نامدي أزيكيوي الدولي، أبوجا
3. مطار مالام أمينو كانو الدولي
4. مطار بورت هاكورت، ريفرز.
5. مطار ميدوغري، برنو
6. مطار كادونا الدولي
7. مطار كالابار
8. مطار إينوغو
9. مطار أويري
10. مطار جوس، ولاية بلاتو
11. مطار صكتو
12. مطار يولا
13. مطار بينين، ولاية إدو
14. مطار مينا
15. مطار إبادان، ولاية أويو
16. مطار أكوري
17. مطار مكودي (الجزء التجاري منه)[5]
18. مطار كاتسينا
19. مطار زاريا (كلية الطيران النيجيرية)
20. مطار إلورين
21. مطار أوسوبي.

## روابط خارجية
هيئة المطارات الفدرالية في نيجيريا